# 特卡特 (加利福尼亞州)
特卡特（英語：Tecate）是位於美國加利福尼亞州聖地牙哥縣的一個非建制地區。該地的面積和人口皆未知。

## 地理
特卡特的座標為33°34′38″N 116°37′36″W / 33.57722°N 116.62667°W，而該地的平均海拔高度為540米（即1770英尺）。